# Aire urbaine de Fontenay-le-Comte
L’aire urbaine de Fontenay-le-Comte est une aire urbaine française constituée autour de la commune de Fontenay-le-Comte, dans le département la Vendée, en région Pays-de-la-Loire.
En 1999, ses 24 947 habitants font d’elle la 227e des 354 aires urbaines françaises.

## Caractéristiques

### Délimitation
D’après la délimitation établie en 2010 par l’Institut national de la statistique et des études économiques, l’aire urbaine de Fontenay-le-Comte se compose de 16 communes (17 avant 2016), toutes situées dans le département de la Vendée, dans l’arrondissement de Fontenay-le-Comte.
L’aire urbaine de Fontenay-le-Comte appartient à l’espace urbain La Rochelle-Niort-Val de Charente.

### Communes du pôle urbain
Son pôle urbain est formé par l’unité urbaine de Fontenay-le-Comte, qui est considérée comme une « unité urbaine multicommunale » regroupant les communes de :
- Fontenay-le-Comte ;
- Longèves ;
- Pissotte ;
- L’Orbrie.

### Communes rurales
En outre, l’aire urbaine comprend 12 autres communes (13 avant 2016), dites « communes rurales monopolarisées » dans le contexte de l’aire urbaine : 
- Auzay ;
- Bourneau ;
- Chaix ;
- Doix-lès-Fontaines (issue de la fusion de Doix et Fontaines en 2016) ;
- L’Hermenault ;
- Marsais-Sainte-Radégonde ;
- Montreuil ;
- Petosse ;
- Saint-Martin-de-Fraigneau ;
- Saint-Michel-le-Cloucq ;
- Sérigné ;
- Xanton-Chassenon.

## Importance dans le contexte départemental
L’aire urbaine de Fontenay-le-Comte représente au sein du département de la Vendée :
| Nombre de communes | Part du département | Superficie (km2) | Part du département | Population (hab.) | Part du département |
| ------------------ | ------------------- | ---------------- | ------------------- | ----------------- | ------------------- |
| 16                 | 5,95 %              | 252,05           | 3,75 %              | 27 160            | 4,14 %              |

## Composition
| Nom                       | Code Insee | Statut           | Superficie (km2) | Population (dernière pop. légale) | Densité (hab./km2) |
| ------------------------- | ---------- | ---------------- | ---------------- | --------------------------------- | ------------------ |
| Fontenay-le-Comte         | 85092      |                  | 34,05            | 13 806 (2022)                     | 405                |
| Auchay-sur-Vendée         | 85009      | commune nouvelle | 21,16            | 1 118 (2022)                      | 53                 |
| Bourneau                  | 85033      |                  | 16,36            | 717 (2022)                        | 44                 |
| Doix lès Fontaines        | 85080      | commune nouvelle | 23,87            | 1 757 (2022)                      | 74                 |
| L’Hermenault              | 85110      |                  | 11,42            | 903 (2022)                        | 79                 |
| Longèves                  | 85126      |                  | 11,72            | 1 360 (2022)                      | 116                |
| Marsais-Sainte-Radégonde  | 85137      |                  | 14,77            | 526 (2022)                        | 36                 |
| Montreuil                 | 85148      |                  | 12,03            | 820 (2022)                        | 68                 |
| L’Orbrie                  | 85167      |                  | 9,63             | 801 (2022)                        | 83                 |
| Petosse                   | 85174      |                  | 15,9             | 684 (2022)                        | 43                 |
| Pissotte                  | 85176      |                  | 11,96            | 1 144 (2022)                      | 96                 |
| Saint-Martin-de-Fraigneau | 85244      |                  | 13,56            | 802 (2022)                        | 59                 |
| Saint-Michel-le-Cloucq    | 85256      |                  | 17,69            | 1 263 (2022)                      | 71                 |
| Sérigné                   | 85281      |                  | 18,69            | 1 029 (2022)                      | 55                 |
| Xanton-Chassenon          | 85306      |                  | 19,24            | 743 (2022)                        | 39                 |

## Démographie
| 1999   | 2007   | 2012   | 2013   | 2017   |
| ------ | ------ | ------ | ------ | ------ |
| 24 947 | 27 476 | 27 538 | 27 160 | 26 806 |